# Exorista nobilis
Exorista nobilis là một loài ruồi trong họ Tachinidae.